# Iwan Dmitrijewitsch Sytin

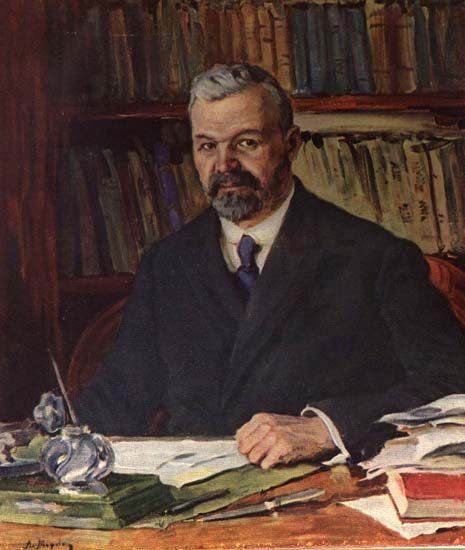
Iwan Dmitrijewitsch Sytin

Iwan Dmitrijewitsch Sytin (russisch Иван Дмитриевич Сытин, wiss. Transliteration Ivan Dmitrievič Sytin; geb. 24. Januarjul. / 5. Februar 1850greg. im Gouvernement Kostroma (Russisches Kaiserreich); gestorben 23. November 1934 in Moskau) war ein russischer Buchverleger und Pädagoge, der im Bereich der öffentlichen Bildung großen Einfluss auf die kulturelle Entwicklung und Alphabetisierung in Russland hatte.

## Leben
Sytin wurde in einem kleinen Dorf im Gouvernement Kostroma als Sohn eines Bauern geboren. Die Grundschule hatte sein Interesse am Lernen und an Büchern nicht geweckt. Später sollte er in seinen Aufzeichnungen schreiben:

«Мои родители, постоянно нуждаясь в самом необходимом, мало обращали на нас внимания. Учился я в сельской школе здесь же при правлении. Учебниками были: славянская азбука, часовник, псалтырь и начальная арифметика. Школа была одноклассная, преподавание - полная безалаберность... Я вышел из школы ленивым и получил отвращение к науке и книге.»

„Meine Eltern, denen es am Notwendigsten fehlte, kümmerten sich kaum um uns. Ich lernte in der Dorfschule hier. Die Lehrbücher waren: Slawisches Alphabet, Gesangbuch, Psalter und Elementare Arithmetik. Die Schule war einklassig, der Unterricht - völlig vernachlässigt ... Ich kam faul aus der Schule und bekam eine Abneigung gegen Wissenschaft und Bücher.“

Im Alter von 12 Jahren begann er eine Ausbildung bei einem altgläubigen Kaufmann. Kurz darauf zog er nach Moskau, wo er bei dem Moskauer Kaufmann Pjotr Scharapow in die Lehre ging und später seine eigene Druckerei und eine Buchverlags- und Buchhandelsgesellschaft gründete. Durch die Massenproduktion von Kalendern, Wahrsagekarten, Flugblättern und speziell für die ländliche, weitgehend analphabetische Bevölkerung bestimmten Büchern erlangte er beträchtlichen kommerziellen Erfolg.
Sytin zeigte nicht nur Geschäftssinn, sondern auch soziales Engagement. Seine kostengünstigen und ansprechend illustrierten Werke trugen maßgeblich dazu bei, die Lese- und Schreibfähigkeiten in zuvor isolierten Gemeinschaften zu verbessern. Auf Anregung von Leo Tolstoi stellte Sytin preiswerte Ausgaben von dessen Werken sowie von Puschkin und Gogol her. Nach dem Ablauf der Autorenrechte fasste er ihre gesammelten Werke in einem Band zusammen, der für nur 90 Kopeken erhältlich war.

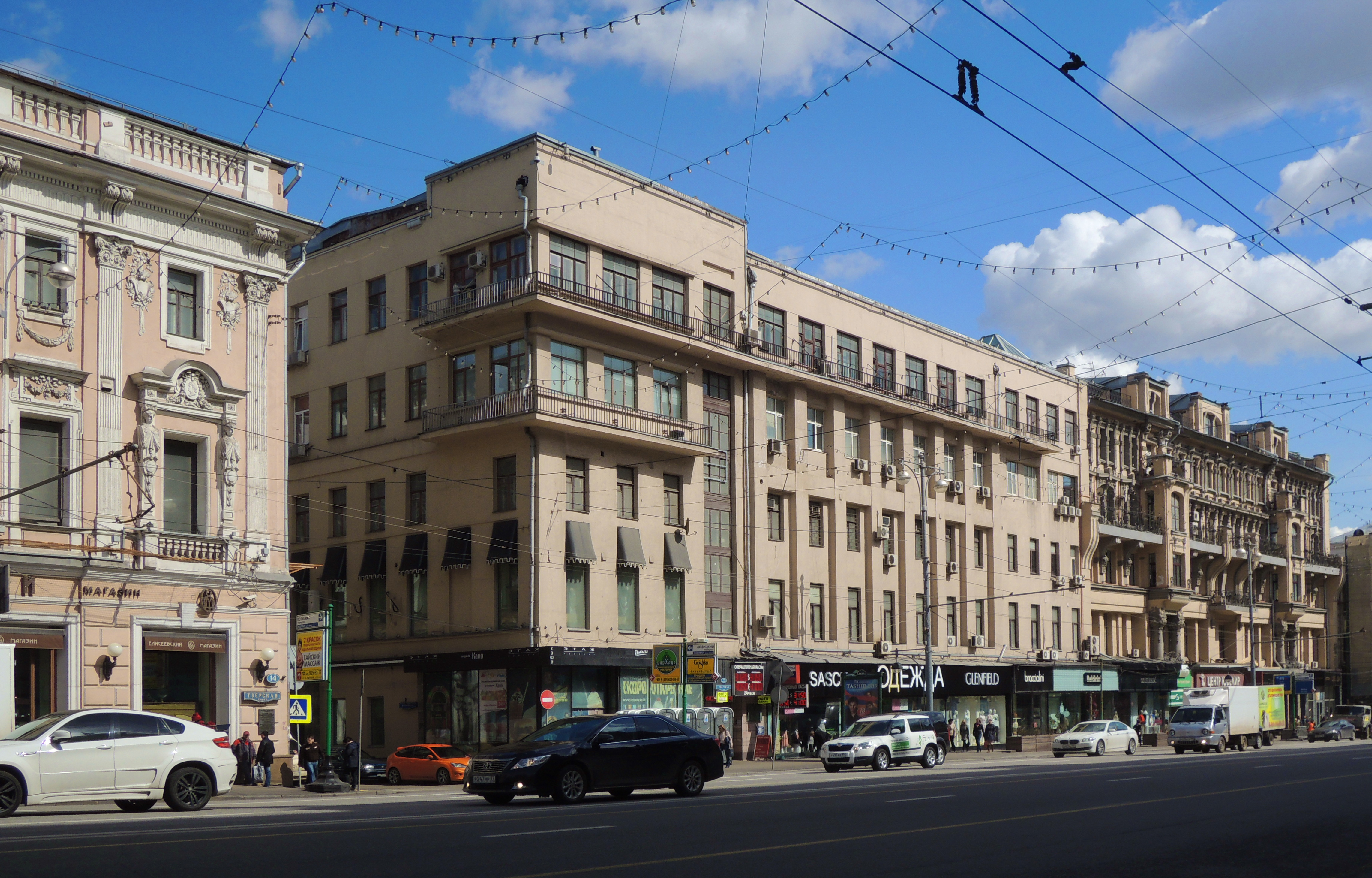
Museumswohnung von I. D. Sytin (Twerskaja-Str. 12/2)

Die Zusammenarbeit mit bedeutenden Persönlichkeiten wie Leo Tolstoi, Anton Tschechow und Maxim Gorki festigte Sytins Platz in den kulturellen Kreisen seiner Zeit. Er entwickelte sein Buchimperium von primitiven Lubok-Volksbilderbögen zu einem Unternehmen, das vor der Oktoberrevolution in Russland jedes vierte Buch produzierte, ebenso wie die am meisten verbreiteten Zeitschriften und Zeitungen des Landes. Er veröffentlichte unter anderem Kataloge und Lehrbücher, ebenso mehrere Ausgaben mehrbändiger Enzyklopädien, die sich an die armen Leser aus dem Volk richteten. Besonders wichtig waren die Volksenzyklopädie des wissenschaftlichen und angewandten Wissens, die Militärischen Enzyklopädie und die Kinderenzyklopädie. Die Oktoberrevolution setzte Sytins Geschäften ein Ende. Im November/Dezember 1917 wurden mehrere seiner großen Druckereien, viele Geschäfte und Buchlager von den bolschewistischen Behörden verstaatlicht. Alle privaten Verlage waren nun direkt vom Gossisdat abhängig. Die Petrograder Überschwemmung von 1924 fügte Sytin großen Schaden zu, da sie seinen gesamten Papierbestand zerstörte. Eine Zeit lang arbeitete er noch als Lieferberater für Gossisdat. Im Jahr 1927 bewilligte ihm der Rat der Volkskommissare „in Anbetracht der Verdienste Sytins auf dem Gebiet des Verlagswesens und der Volksbildung“ eine persönliche Rente.
Sytin war auch Verfasser von Memoiren, über die es heißt:

„Sytins Memoiren, eine von einem Parvenü gesprochene Geschichte der großen russischen Gesellschaft, schildern ein vorrevolutionäres Russland mit kleinen Geschäften, Kirchen, Klöstern, tiefem religiösen Glauben und fehlerhaften Herrschern.“

Im Jahr 1916 veröffentlichte sein Verlag eine luxuriös gestaltete literarische und künstlerische Sammlung Ein halbes Jahrhundert für das Buch. 1866–1916 (russisch Полвека для книги. 1866–1916). Der Verleger und Pädagoge war ein Wegbereiter der russischen Druck- und Verlagsbranche. Der Band 100 große Russen (der russischen Buchreihe 100 welikich) enthält seine Biographie.